# پر گده
پر گده (انگلیسی: Per Gedda; ۲۸ اوت ۱۹۱۴ – ۴ ژوئیهٔ ۲۰۰۵) قایقران قایق بادبانی اهل سوئد بود.